# 克拉嫩巴赫河
51°14′29″N 6°12′12″E / 51.24139°N 6.20333°E

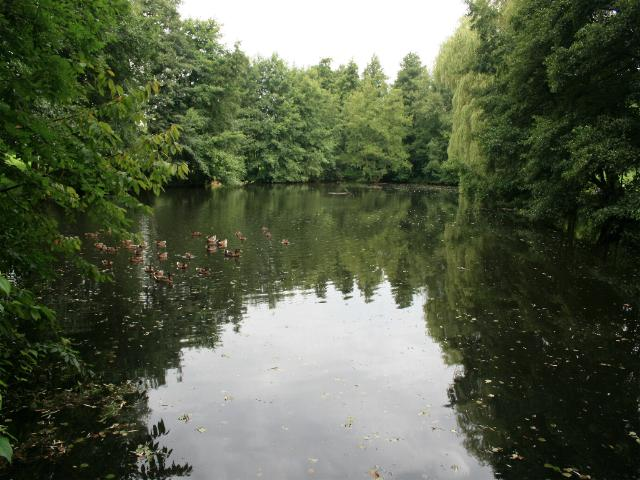

克拉嫩巴赫河（德語：Kranenbach），是德國的河流，位於該國西部，處於北萊茵-威斯特法倫州，屬於施瓦爾姆河的右支流，河道全長9.5公里，流域面積48.9平方公里。